# Lampropholis elongata
Lampropholis elongata är en ödleart som beskrevs av  Allen E. Greer 1997. Lampropholis elongata ingår i släktet Lampropholis och familjen skinkar. Inga underarter finns listade i Catalogue of Life.